# Tennis Channel Open 2003 - Qualificazioni singolare
Le qualificazioni del singolare  del Tennis Channel Open 2003 sono state un torneo di tennis preliminare per accedere alla fase finale della manifestazione. I vincitori dell'ultimo turno sono entrati di diritto nel tabellone principale. In caso di ritiro di uno o più giocatori aventi diritto a questi sono subentrati i lucky loser, ossia i giocatori che hanno perso nell'ultimo turno ma che avevano una classifica più alta rispetto agli altri partecipanti che avevano comunque perso nel turno finale.
Le qualificazioni del torneo Tennis Channel Open 2003 prevedevano 32 partecipanti di cui 4 sono entrati nel tabellone principale.

## Teste di serie
1. Alexander Waske (secondo turno)
2. Scott Draper (ultimo turno)
3. Francisco Clavet (ultimo turno)
4. Jack Brasington (ultimo turno)

1. Jaymon Crabb (secondo turno)
2. Dmitrij Tursunov (Qualificato)
3. Harel Levy (Qualificato)
4. Zack Fleishman (primo turno)

## Qualificati
1. Jay Gooding
2. Dmitrij Tursunov

1. Giovanni Lapentti
2. Harel Levy

## Tabellone

### Legenda
| - Q = Qualificato - WC = Wild card - LL = Lucky loser | - ALT = Alternate - SE = Special Exempt - PR = Protected Ranking | - w/o = Walkover - r = Ritirato - d = Squalificato |

### Sezione 1
|  | Primo turno      | Primo turno      | Primo turno | Primo turno | Primo turno |  |  | Secondo turno | Secondo turno    | Secondo turno | Secondo turno | Secondo turno |   |   | Ultimo turno     | Ultimo turno     | Ultimo turno     | Ultimo turno | Ultimo turno |  |
|  |                  |                  |             |             |             |  |  |               |                  |               |               |               |   |   |                  |                  |                  |              |              |  |
|  | 1                | Alexander Waske  | 6           | 2           | 6           |  |  |               |                  |               |               |               |   |   |                  |                  |                  |              |              |  |
|  |                  | Phillip Harboe   | 4           | 6           | 4           |  |  | 1             | Alexander Waske  | 4             | 6             | 4             |   |   |                  |                  |                  |              |              |  |
|  | Prakash Amritraj | Prakash Amritraj | 4           | 7           | 6           |  |  |               | Prakash Amritraj | 6             | 1             | 6             |   |   |                  |                  |                  |              |              |  |
|  | David Macpherson | David Macpherson | 6           | 65          | 4           |  |  |               |                  |               |               |               |   |   | Prakash Amritraj | Prakash Amritraj | Prakash Amritraj | 4            | 65           |  |
|  | Jay Gooding      | Jay Gooding      | Jay Gooding | 6           | 6           |  |  |               |                  | Jay Gooding   | Jay Gooding   | Jay Gooding   | 6 | 7 |                  |                  |                  |              |              |  |
|  | Eric Basica      | Eric Basica      | Eric Basica | 3           | 3           |  |  |               | Jay Gooding      | Jay Gooding   | 6             | 6             |   |   |                  |                  |                  |              |              |  |
|  | 5                | Jaymon Crabb     | 4           | 7           | 6           |  |  | 5             | Jaymon Crabb     | Jaymon Crabb  | 2             | 3             |   |   |                  |                  |                  |              |              |  |
|  |                  | Keith From       | 6           | 5           | 1           |  |  |               |                  |               |               |               |   |   |                  |                  |                  |              |              |  |

### Sezione 2
|  | Primo turno       | Primo turno       | Primo turno      | Primo turno | Primo turno |  |  | Secondo turno | Secondo turno     | Secondo turno     | Secondo turno    | Secondo turno |   |   | Ultimo turno | Ultimo turno | Ultimo turno | Ultimo turno | Ultimo turno |  |
|  |                   |                   |                  |             |             |  |  |               |                   |                   |                  |               |   |   |              |              |              |              |              |  |
|  | 2                 | Scott Draper      | Scott Draper     | 6           | 6           |  |  |               |                   |                   |                  |               |   |   |              |              |              |              |              |  |
|  |                   | Pim Van Mele      | Pim Van Mele     | 4           | 4           |  |  | 2             | Scott Draper      | Scott Draper      | 6                | 6             |   |   |              |              |              |              |              |  |
|  | K. J. Hippensteel | K. J. Hippensteel | 4                | 6           | 6           |  |  |               | K. J. Hippensteel | K. J. Hippensteel | 3                | 4             |   |   |              |              |              |              |              |  |
|  | Brendan Evans     | Brendan Evans     | 6                | 3           | 1           |  |  |               |                   |                   |                  |               |   |   | 2            | Scott Draper | 7            | 3            | 64           |  |
|  | Jeff Williams     | Jeff Williams     | 6                | 3           | 7           |  |  |               |                   | 6                 | Dmitrij Tursunov | 63            | 6 | 7 |              |              |              |              |              |  |
|  | Clint Letcher     | Clint Letcher     | 4                | 6           | 64          |  |  |               | Jeff Williams     | Jeff Williams     | 4                | 4             |   |   |              |              |              |              |              |  |
|  | 6                 | Dmitrij Tursunov  | Dmitrij Tursunov | 6           | 6           |  |  | 6             | Dmitrij Tursunov  | Dmitrij Tursunov  | 6                | 6             |   |   |              |              |              |              |              |  |
|  |                   | Robert Yim        | Robert Yim       | 1           | 1           |  |  |               |                   |                   |                  |               |   |   |              |              |              |              |              |  |

### Sezione 3
|  | Primo turno       | Primo turno        | Primo turno       | Primo turno | Primo turno |  |  | Secondo turno     | Secondo turno     | Secondo turno     | Secondo turno     | Secondo turno     |   |   | Ultimo turno | Ultimo turno     | Ultimo turno     | Ultimo turno | Ultimo turno |  |
|  |                   |                    |                   |             |             |  |  |                   |                   |                   |                   |                   |   |   |              |                  |                  |              |              |  |
|  | 3                 | Francisco Clavet   | 6                 | 64          | 6           |  |  |                   |                   |                   |                   |                   |   |   |              |                  |                  |              |              |  |
|  |                   | Carl-Philip Hagman | 4                 | 7           | 1           |  |  | 3                 | Francisco Clavet  | Francisco Clavet  | 7                 | 7                 |   |   |              |                  |                  |              |              |  |
|  | Michael Joyce     | Michael Joyce      | Michael Joyce     | 6           | 3           |  |  |                   | Michael Joyce     | Michael Joyce     | 5                 | 5                 |   |   |              |                  |                  |              |              |  |
|  | K. J. Weiss       | K. J. Weiss        | K. J. Weiss       | 1           | 0r          |  |  |                   |                   |                   |                   |                   |   |   | 3            | Francisco Clavet | Francisco Clavet | 2            | 2            |  |
|  | Alexander Reichel | Alexander Reichel  | Alexander Reichel | 6           | 7           |  |  |                   |                   |                   | Giovanni Lapentti | Giovanni Lapentti | 6 | 6 |              |                  |                  |              |              |  |
|  | Scott Oudsema     | Scott Oudsema      | Scott Oudsema     | 2           | 64          |  |  | Alexander Reichel | Alexander Reichel | Alexander Reichel | 4                 | 0                 |   |   |              |                  |                  |              |              |  |
|  |                   | Giovanni Lapentti  | Giovanni Lapentti | 7           | 6           |  |  | Giovanni Lapentti | Giovanni Lapentti | Giovanni Lapentti | 6                 | 6                 |   |   |              |                  |                  |              |              |  |
|  | 8                 | Zack Fleishman     | Zack Fleishman    | 62          | 4           |  |  |                   |                   |                   |                   |                   |   |   |              |                  |                  |              |              |  |

### Sezione 4
|  | Primo turno             | Primo turno             | Primo turno             | Primo turno | Primo turno |  |  | Secondo turno | Secondo turno   | Secondo turno   | Secondo turno | Secondo turno |   |   | Ultimo turno | Ultimo turno    | Ultimo turno    | Ultimo turno | Ultimo turno |  |
|  |                         |                         |                         |             |             |  |  |               |                 |                 |               |               |   |   |              |                 |                 |              |              |  |
|  | 4                       | Jack Brasington         | Jack Brasington         | 7           | 6           |  |  |               |                 |                 |               |               |   |   |              |                 |                 |              |              |  |
|  |                         | Michael Tebbutt         | Michael Tebbutt         | 64          | 4           |  |  | 4             | Jack Brasington | Jack Brasington | 6             | 6             |   |   |              |                 |                 |              |              |  |
|  | Nenad Toroman           | Nenad Toroman           | Nenad Toroman           | 6           | 6           |  |  |               | Nenad Toroman   | Nenad Toroman   | 3             | 2             |   |   |              |                 |                 |              |              |  |
|  | Alejandro Barragan      | Alejandro Barragan      | Alejandro Barragan      | 1           | 1           |  |  |               |                 |                 |               |               |   |   | 4            | Jack Brasington | Jack Brasington | 4            | 3            |  |
|  | Luke Shields            | Luke Shields            | Luke Shields            | 7           | 6           |  |  |               |                 | 7               | Harel Levy    | Harel Levy    | 6 | 6 |              |                 |                 |              |              |  |
|  | Daniel Homedes-Carballo | Daniel Homedes-Carballo | Daniel Homedes-Carballo | 5           | 2           |  |  |               | Luke Shields    | Luke Shields    | 1             | 0             |   |   |              |                 |                 |              |              |  |
|  | 7                       | Harel Levy              | Harel Levy              | 6           | 6           |  |  | 7             | Harel Levy      | Harel Levy      | 6             | 6             |   |   |              |                 |                 |              |              |  |
|  |                         | Igor Levine             | Igor Levine             | 0           | 1           |  |  |               |                 |                 |               |               |   |   |              |                 |                 |              |              |  |